# Arcas (Sever do Vouga)
Arcas é uma aldeia situada na freguesia de Talhadas, no concelho de Sever do Vouga, distrito de Aveiro em Portugal.

## Património
- Anta da Capela dos Mouros
- Capela Santa Teresinha do Menino Jesus

## Lazer
- Parque de Merendas:

Situado junto à capela de Sta. Teresinha do Menino Jesus com mesas, bancos, escorrega e baloiços.
- PR5 Rota do Megalitico:

Extensão (Km): 9 
Duração: 3h 
Nível de Dificuldade 1 /5 
Local de Partida: Junto capela Santa Teresinha do Menino Jesus